# Дементьев, Георгий Макарович
Георгий Макарович Дементьев (1902 — ?) — деятель органов охраны правопорядка, начальник УРКМ и член тройки НКВД по Якутской АССР, полковник внутренней службы.

## Биография
Родился в русской семье крестьянина-батрака, получил среднее образование, окончил высшее начальное училище. Член РКП(б) c 1919. Работал статистиком комиссариата продовольствия Сапожковского уезда с мая по ноябрь 1919, заведующий отделом по работе в деревне Сапожковского УК РКП(б) до апреля 1920, член бюро Сапожковского УК РКСМ, заведующий военно-спортивным отделом до августа 1920, ответственный секретарь Спасского УК РКСМ до апреля 1921, по совместительству помощник начальника управления 3-го территориального батальонного округа по политической части в Спасске также до апреля 1921. Служил в Красной армии с апреля 1921 до апреля 1923, заведующий военно-спортивным отделом Рязанского губернского комитета РКСМ до августа 1922, помощник начальника управления территориального полкового округа по политической части в Рязани также до августа 1922, помощник военкома Спасского уезда по Всеобучу с августа 1922 до апреля 1923. Заведующий организационно-инструкторской частью Спасского УИК с апреля по август 1923.
Служил в милиции с августа 1923, заместитель начальника управления милиции Спасского уезда до декабря того же года, затем на той же должности в управлении милиции Елатомского уезда до июня 1924. Инструктор милиции Касимовского уезда до сентября 1925, начальник административного отдела Ряжского уезда до марта 1928, начальник городской части административного отдела Рязанской губернии до октября 1928, начальник административного отдела Оренбургского округа до октября 1930, начальник Сызранского городского и районного управления милиции до марта 1931. Помощник начальника УРКМ полномочного представительства ОГПУ по Средневолжскому краю до 10 июля 1934, помощник начальника УРКМ УНКВД Средне-Волжской области с 13 июля до ноября 1934.
Помощник начальника Управления НКВД (в дальнейшем народного комиссара внутренних дел) Якутской АССР по милиции и начальник УРКМ с ноября 1934 до сентября 1938. При этом с 11 июля 1937 член тройки НКВД. Затем на таких же должностях в Саратовской области до 15 января 1940, в Смоленской области до 1941, в Татарской АССР с 21 декабря 1941 до 1943.
Находился в резерве 1-го управления НКГБ Белорусской ССР с 1 по 13 ноября 1943, затем сотрудник этого управления до 1946. Являлся сотрудником 1-го главного управления МГБ СССР с 28 мая 1947 до 1951. Начальник управления милиции Курской области с 7 февраля 1951 до 8 мая 1954. Затем становится начальником УМВД Грозненской области, где работает с 8 мая 1954 до увольнения из органов милиции 21 февраля 1958.

### Звания
- старший лейтенант милиции, 11 июля 1936;[2]
- капитан милиции, 20 сентября 1938;
- майор милиции, 13 ноября 1941;[3]
- полковник милиции, 4 марта 1943;
- полковник внутренней службы, 24 апреля 1956.

### Награды
- орден Знак Почёта, 13 ноября 1937;[4]
- орден Красной Звезды, 2 июля 1942;[5]
- знак Почётный работник РКМ, 11 ноября 1932.

## Семья
- Жена — Антонина Васильевна Дементьева (Адаева) (? — ?).
- Дочь — Раиса Георгиевна Дементьева (1924 — ?).
- Сын — Альфред Георгиевич Дементьев (1926 — ?).